# Fanny (gruppo musicale)
Le Fanny furono un gruppo rock statunitense, attivo nella prima metà degli anni settanta, note per essere state la prima band interamente femminile a pubblicare un album per una grande casa discografica.

## Storia
Le due sorelle Jane e June Millington nacquero nelle Filippine dal matrimonio di un militare americano con una ragazza del posto. Dopo alcuni anni vissuti in tranquillità e agiatezza, durante l'adolescenza la famiglia si era trasferita da Manila a Sacramento e le due ragazze erano oggetto di bullismo per i loro tratti somatici. Per sfuggire all'isolamento dai loro coetanei, iniziarono ad esibirsi suonando l'ukulele, per poi formare diverse rock band. La prima degna di nota si chiamava The Svelts, con Addie Lee alla chitarra e Brie Brandt alla batteria. Il gruppo si trasferì a Los Angeles e cambiò il nome in Wild Honey. La formazione cambiò con l'ingresso di Nickey Barclay alle tastiere e di Alice de Buhr alla batteria, per poi firmare con la Reprise Records, adottando il nome definitivo di Fanny.. Sembra che il nome fosse stato suggerito da George Harrison al manager Richard Perry, nel frattempo subentrato dopo il passaggio alla Warner Bros.: il termine, che negli Stati Uniti non ha particolari significati, nel Regno Unito è invece piuttosto volgare (indica la vagina ed è utilizzato come insulto).
Il manager, Mo Ostin, considerata la novità di una rock band di sole ragazze, le fece partecipare ai tour dei Kinks e degli Humble Pie. Barbra Streisand, alla ricerca di sonorità rock, le utilizzò nel proprio album Barbra Joan Streisand.
Il loro album di debutto, Fanny, uscì nel 1970 e ottenne uno buona copertura radiofonica. Nel 1971 uscì il secondo LP, Charity Ball, che riuscì a piazzare una canzone nelle classifiche Billboard. Un maggior successo fu ottenuto in Gran Bretagna anche grazie alle esibizioni come supporter di Jethro Tull e Humble Pie. Fu comunque impedito loro di esibirsi al London Palladium con la motivazione che erano "troppo sexy." Nel 1973, dopo l'uscita dell'album Mother's Pride prodotto da Todd Rundgren, June Millington e Alice de Buhr lasciarono il gruppo. La Millington fu sostituita da Patti Quatro, sorella di Suzi Quatro, mentre alla batteria tornò Brie Howard, che però fu presto rimpiazzata da Cam Davis.
La nuova formazione incise l'ultimo album nel 1974, Rock and Roll Survivors, prima di sciogliersi.
L'ultimo singolo tratto dall'album fu Butter Boy e divenne comunque la loro maggiore hit. Scritto da Jean Millington sull'esperienza di una sua breve relazione con David Bowie, raggiunse il n. 29 della Billboard Hot 100 nell'aprile del 1975.

## Formazione

### Formazione originale
- Jean Millington: basso, voce
- June Millington: chitarra solista, voce
- Nickey Barclay: tastiere, voce
- Alice de Buhr: batteria

### Membri successivi
- Patti Quatro: chitarra, voce
- Brie Howard: batteria, voce
- Cam Davis: batteria

## Discografia
- Fanny (1970)
- Charity Ball (1971)[8] (No. 150)[9]
- Fanny Hill (1972)[10] (No. 135)[9]
- Mother's Pride (1973)
- Rock and Roll Survivors (1974)[11]
- Fanny Live (2001; recorded 1972)[12]
- First Time in a Long Time (box set, 2002)[13]
- Fanny Walked the Earth (2018)[14]